# Roger Matthews (Kriminologe)
Roger A. Matthews (* 14. August 1948 in London; † 7. April oder 8. April 2020) war ein britischer Kriminologe.

## Leben
Matthews studierte an der Middlesex University und erhielt dort einen Bachelor of Arts (Hons) in Sozialwissenschaften. An der University of Sussex erwarb er einen Master of Arts in Soziologie und Kriminologie. Seine Promotion zum Ph.D. erfolgte 1983 an der University of Essex mit der Dissertation Prostitution and social structure: Towards a materialist analysis.
Von 1977 bis 1990 lehrte er Kriminologie an der Middlesex University, erst als Lecturer, dann als Senior Lecturer. Von 1990 bis 1993 war er Senior Lecturer an der University of Leicester. Danach kehrte er an die Middlesex University zurück und lehrte hier von 1993 bis 2004, erst als Reader, dann als Professor für Kriminologie. Von 2004 bis 2011 war er Professor für Kriminologie an der London South Bank University. Anschließend wechselte er an die School of Social Policy, Sociology and Social Research der University of Kent, wo er von da an als Professor für Kriminologie tätig war.
Matthews war Mitglied der British Society of Criminology sowie der American Society of Criminology. Des Weiteren war er Gründungsmitglied der Latin American Society on Penal Law and Criminology (ALPEC) und gehörte dem advisory board der Fachzeitschrift Theoretical Criminology an.
Er starb Anfang April 2020 während der COVID-19-Pandemie im Vereinigten Königreich an den Folgen von SARS-CoV-2.

## Veröffentlichungen (Auswahl)
- mit Jock Young (Hrsg.): Confronting Crime (1986, SAGE Publications)
- (Hrsg.): Informal Justice? (1988, SAGE Publications)
- (Hrsg.): Privatising Criminal Justice (1989, SAGE Publications)
- mit Jock Young (Hrsg.): Issues in Realist Criminology (1992, SAGE Publications)
- mit Jock Young (Hrsg.): Rethinking Criminology: The Realist Debate (1992, SAGE Publications)
- mit Peter Francis (Hrsg.): Prisons 2000: An International Perspective on the Current State and Future of Imprisonment. (1996, Macmillan Press)
- (Hrsg.): Imprisonment. The International Library of Criminology, Criminal Justice and Penology (1999, Ashgate Publishing Group, ISBN 978-1-85521-827-7)
- mit John Pitts (Hrsg.): Crime, Disorder and Community Safety. (2001, Taylor & Francis Ltd, ISBN 978-0-415-24231-8)
- Armed Robbery.  (2002, Taylor & Francis Ltd, ISBN 978-1-903240-61-8)
- mit Maggie O’Neill (Hrsg.): Prostitution. (2003, Ashgate Publishing Group, ISBN 978-0-7546-2189-8)
- mit Jock Young (Hrsg.): The New Politics of Crime and Punishment. (2003, Taylor & Francis Ltd, ISBN 978-1-903240-91-5)
- mit Helen Easton, Daniel Briggs, Ken Pease: Assessing The Use and Impact of Anti-Social Behaviour Orders. (2007, Policy Press, Bristol, ISBN 978-1-84742-057-2)
- Prostitution, Politics & Policy. (2008, Taylor & Francis Ltd, ISBN 978-0-415-45917-4)
- Doing Time: An Introduction to the Sociology of Imprisonment. (2009, Palgrave Macmillan, Basingstoke, ISBN 978-0-230-23552-6)
- Realist Criminology. (2014, Palgrave Macmillan, London, ISBN 978-1-137-44571-1)
- mit Helen Easton, Lisa Young, Julie Bindel, Lisa Reynolds: Exiting Prostitution: A Study on Female Desistance. (2014, Palgrave Macmillan, London, ISBN 978-1-137-28942-1)
- What is to Be Done About Crime and Punishment? (2016, Palgrave Macmillan, London, ISBN 978-1-137-57228-8)